# T3 (САУ)
Самоходная гаубица T3 (англ. T3 Howitzer Motor Carriage) — самоходная артиллерийская установка (САУ) США конца 1930-х годов.

## История разработки
Ещё после Первой мировой войны в США проводились работы по созданию самоходной гаубицы. Но самоходная артиллерийская установка T1 в серийное производство пущена не была.
Спустя несколько лет попытки по установке гаубицы на шасси танка возобновились. К тому времени американские лёгкие танки с пулемётным вооружением стали малоэффективными. В качестве основы таких САУ часто использовались лёгкий танк M2 или другие образцы пулемётной бронетехники.
Вскоре, в 1938 году в Форт-Ноксе состоялось собрание главнокомандующих кавалерии США, на котором было определено, что САУ должна будет базироваться на шасси танка M1 и вооружаться 75-миллиметровой гаубицей M1A1.

## Конструкция
Конструкция корпуса и шасси позаимствована у лёгкого танка M1. Над шасси возвышалась бронерубка, в правой части которой размещалось главное вооружение: 75-миллиметровое орудие M1A1 устанавливалась в двустворчатом люке, из-за чего в лобовой части корпуса было большое отверстие, способное пропускать пули и осколки. Над левой частью рубки возвышалась пулемётная башенка с установленным в ней 7,62-миллиметровым пулеметом Браунинг M1919
Одним из главных недостатков машины являлось недостаточное бронирование корпуса и рубки.

## Экипаж
• Механик-водитель
• Командир (также выполнял обязанности заряжающего, наводчика, функцию ведения огня из пулемёта, установленного в башенке.
Данная концепция оказалась неудачной из-за перегруженности командира САУ.

## Испытания
Прототип был готов к началу 1940, и в январе начались испытания САУ на Абердинском полигоне, где продемонстрировала хорошие скоростные качества.
Позже САУ проходила испытания стрельбой в Форт-Брегге. Было отмечено, что размещение орудия было неудачным, что сильно сказывалось на количестве попаданий в цели. Стрелять на ходу САУ не могла.
Затем самоходная установка была доставлена обратно в Форт-Нокс, и, после ремонта, участвовала в новых ходовых испытаниях и испытаниях стрельбой.
Эксперты отмечали, что мобильность установки осталась на уровне лёгкого танка M2, а концепция размещения главного вооружения была неудовлетворительной: боевое отделение оказалось тесным, что было совсем неприемлемо; размещение боекомплекта также оказалось неудачным, что сильно сказалось на скорострельности. Серийное производство начато не было.